# Protestas en Guatemala de 2005
Las protestas en Guatemala de 2005 fueron manifestaciones callejeras masivas contra los Estados Unidos de América después de que el presidente Óscar Berger firmara el Tratado de Libre Comercio de América Central con los Estados Unidos de América en abril de 2005.

## Protestas
Hubo protestas en su contra y la oposición prometió intensificar las protestas pidiendo la renuncia de Óscar Berger. Los manifestantes afirmaron que dañaría a los agricultores y las empresas, y provocaron protestas en todo el país; la policía dispersó a las multitudes de manifestantes en la Ciudad de Guatemala. Las manifestaciones se intensificaron en el cuarto día de protestas callejeras diarias, cuando las manifestaciones pacíficas se volvieron violentas después de que los manifestantes golpearan ollas y arrojaran piedras a la policía antidisturbios en la Ciudad de Guatemala, que terminó con la muerte de un manifestante.
Se multiplicaron las semanas de protestas callejeras. Los manifestantes quieren un referéndum sobre el Tratado de Libre Comercio de Centroamérica (CAFTA), así como la renuncia del Ministro del Interior y el Jefe de Policía. Un manifestante más murió durante el sexto día de protestas después de que la policía antidisturbios usara gases lacrimógenos y cañones de agua para disipar a los manifestantes, algunos de los cuales les arrojaban piedras y botellas. Los participantes en el movimiento de protesta y manifestaciones callejeras fueron agricultores indígenas, sindicatos y estudiantes.